# Arkhanguelski (cratère)
Pour les articles homonymes, voir Arkhanguelski.

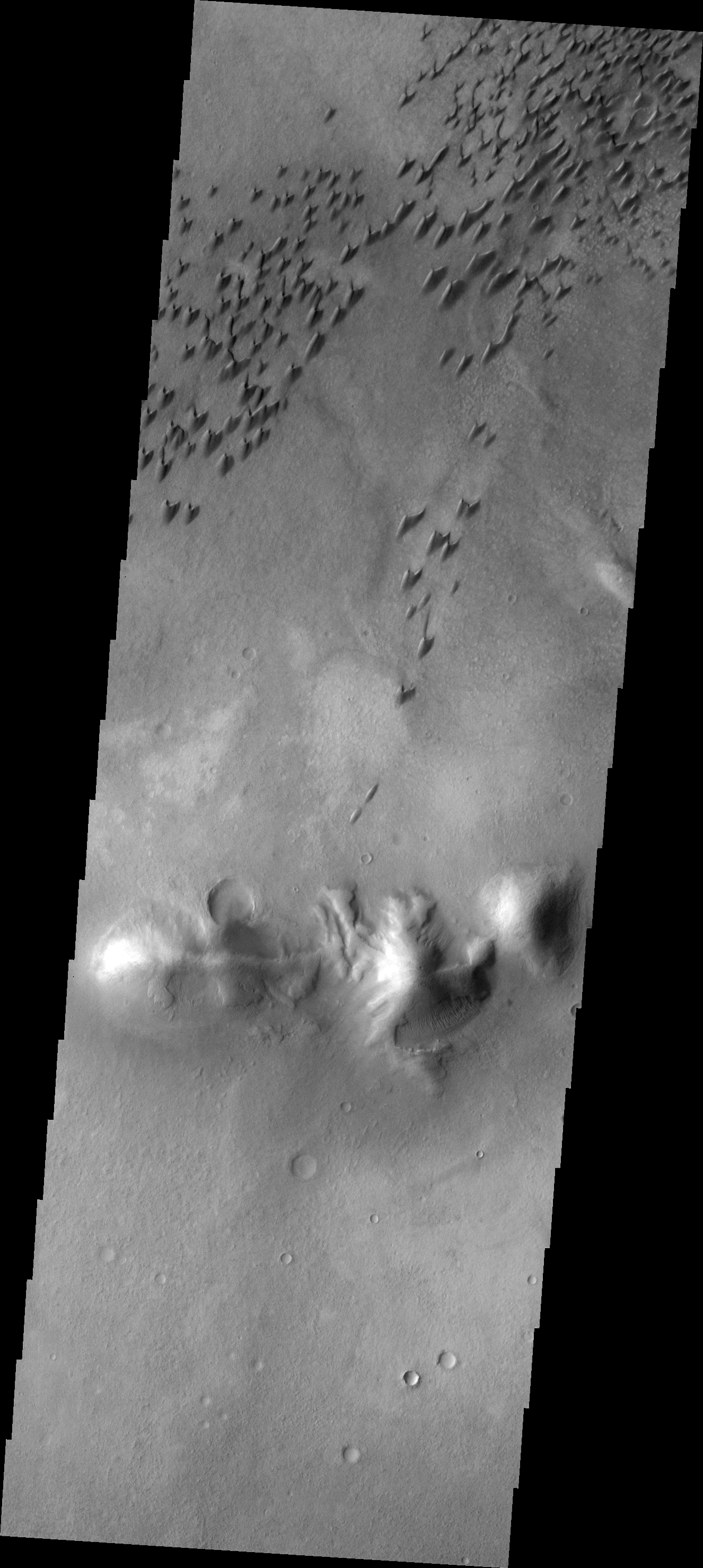
Dunes à l'intérieur du cratère Arkhanguelski (2009).

Le cratère Arkhangelsky est un cratère d'impact de 116,83 km de diamètre situé sur Mars dans le quadrangle d'Argyre. Il a été nommé en référence au géologue russe Andreï Arkhanguelski.